# Енемонцо
Енемонцо (итал. Enemonzo) је насеље у Италији у округу Удине, региону Фурланија-Јулијска крајина.
Према процени из 2011. у насељу је живело 1000 становника. Насеље се налази на надморској висини од 389 м.

## Становништво
| 1931. | 1936. | 1951. | 1961. | 1971. | 1981. | 1991. | 2001. | 2011. |
| ----- | ----- | ----- | ----- | ----- | ----- | ----- | ----- | ----- |
| 1.909 | 1.669 | 1.846 | 1.716 | 1.685 | 1.502 | 1.384 | 1.347 | 1.351 |